# Мюнценбергское наследство

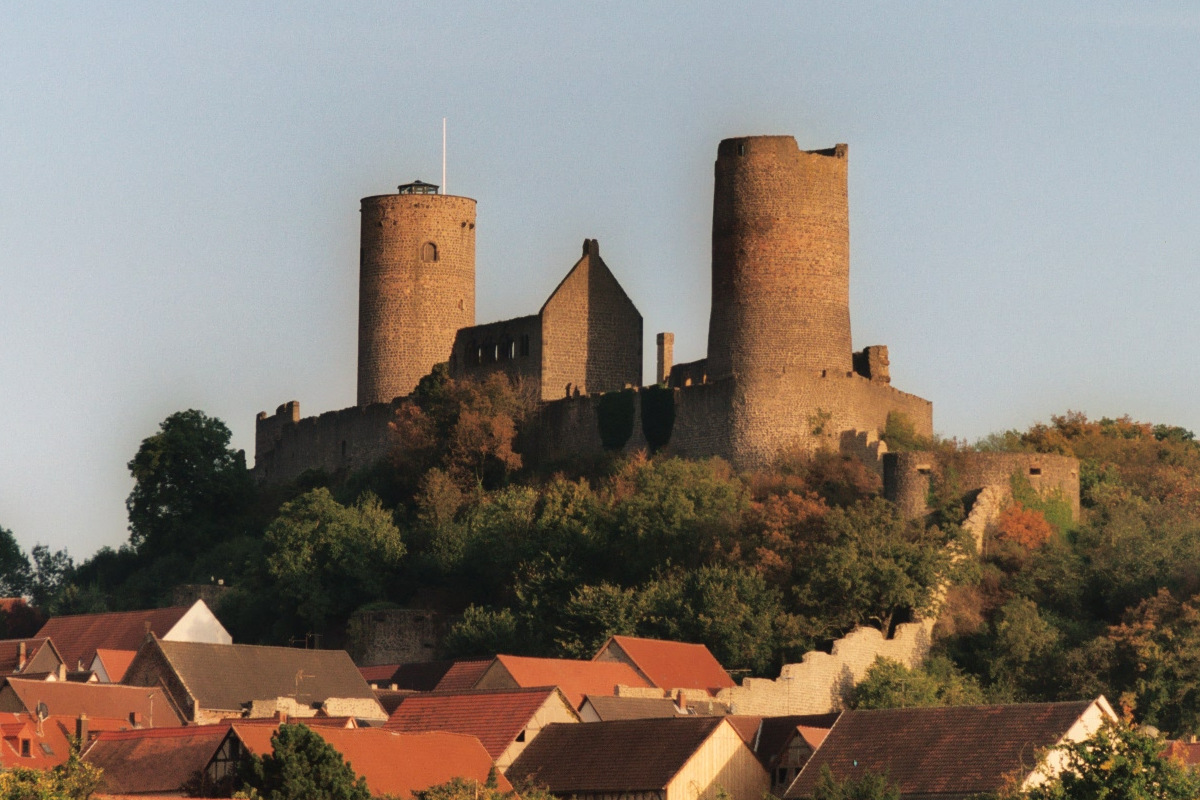
Замок Мюнценберг.

Мюнценбергское наследство (нем. Münzenberger Erbschaft) — существовавшая с XIII по XIX века в районе Веттерау совместно управляемая территория в составе Священной Римской империи.

## История
После смерти министериала Куноса III фон Хаген-Мюнценберга в 1244 году его брат Ульрих II фон Мюнценберг объединил наследство Мюнценбергов в одних руках. Он умер в 1255 году и не оставил мужского потомства, из-за чего богатое наследство перешло к его шести сестрам и их мужьям — светским дворянам Веттерау:
- Адельгейда — вышла замуж за Рейнхарда I фон Ганау.
- Изенгарда — вышла замуж за Филиппа I Фалькенштейна.
- Мехтильда — вышла замуж за Энгельгарда фон Вайнсберга.
- Ирменгарда — вышла замуж за Конрада фон Вайнсберга.
- Хедвига — вышла замуж за Генриха фон Паппенгейма.
- Агнесса — вышла замуж за Конрада фон Шенеберга.
- Лукардиса — ушла в цистерианский монастырь Патерсхаузен, где стала настоятельницей.

Общая часть наследства была поделена на шесть равных долей и управлялось вместе как кондоминиум. В эту часть входили амт, замок и город Мюнценберг, графство Ассенхайм и сеньория Хаген (Хайн-ин-дер-Драйайх), а также некоторые более мелкие объекты собственности и права. Оставшая часть наследства была фактически разделена между сёстрами.
Среди наследников неоднократно происходили споры и междоусобицы, например в 1258, 1288, 1304, 1364-66 (Фалькенштейнская междоусобица) и 1407 — в последней участвовал даже император Рупрехт.
С проведением в Германии медиатизации в 1806 году большая часть территории перешла к великому герцогству Гессен-Дармштадт.

## История владения
| Период     | Владелец                                     | Владелец                                                   | Владелец                                                   | Владелец                                                   | Владелец                                                   | Владелец                                                           | Владелец                                                           | Владелец                                                           | Владелец                            | Примечания |
| 1255—1256  | Адельгейда 1/6 ⚭ Рейнхард I фон Ганау        | Изенгарда 1/6 ⚭ Филипп I фон Фалькенштейн                  | Мехтильда1/6 ⚭ Энгельгард фон Вайнсберг                    | Мехтильда1/6 ⚭ Энгельгард фон Вайнсберг                    | Ирменгарда 1/6 ⚭ Конрад фон Вайнсберг                      | Ирменгарда 1/6 ⚭ Конрад фон Вайнсберг                              | Агнесса1/6 ⚭ Конрад фон Шенеберг                                   | Хедвига 1/6 ⚭ Генрих фон Паппенгейм                                | Хедвига 1/6 ⚭ Генрих фон Паппенгейм | Раздел наследства между шестью замужними дочерьми. |
| 1256—1272  | Сеньория Ганау 1/6                           | Фалькенштейны 3/6                                          | Фалькенштейны 3/6                                          | Фалькенштейны 3/6                                          | Фалькенштейны 3/6                                          | Фалькенштейны 3/6                                                  | Шёнеберг1/6                                                        | Паппенгейм1/6                                                      | Паппенгейм1/6                       | Фалькенштейны в 1272 году получили долю Вайнсбергов. |
| 1272—1286  | Сеньория Ганау1/6                            | Фалькенштейны 4/6                                          | Фалькенштейны 4/6                                          | Фалькенштейны 4/6                                          | Фалькенштейны 4/6                                          | Фалькенштейны 4/6                                                  | Фалькенштейны 4/6                                                  | Паппенгейм1/6                                                      | Паппенгейм1/6                       | Фалькенштейны в 127 году получили долю Шёнебергов. |
| 1286—1418  | Сеньория Ганау 1/6                           | Фалькенштейны 5/6                                          | Фалькенштейны 5/6                                          | Фалькенштейны 5/6                                          | Фалькенштейны 5/6                                          | Фалькенштейны 5/6                                                  | Фалькенштейны 5/6                                                  | Фалькенштейны 5/6                                                  | Фалькенштейны 5/6                   | Фалькенштейны в 1286 году получили долю Вайнсбергов. |
| 1418—1420  | Сеньория Ганау8/48                           | Эппштайны 20/48                                            | Эппштайны 20/48                                            | Эппштайны 20/48                                            | Эппштайны 20/48                                            | 1418—1420 Сольмс-Браунфельс20/48                                   | 1418—1420 Сольмс-Браунфельс20/48                                   | 1418—1420 Сольмс-Браунфельс20/48                                   | 1418—1420 Сольмс-Браунфельс20/48    | В 1418 году династия Фалькенштейнов вымерла, их доля досталась Сольмсам и Эппштейнам. |
| 1420—1433  | Сеньория и графство (с 1429 года) Ганау 8/48 | Эппштайны20/48                                             | Эппштайны20/48                                             | Эппштайны20/48                                             | Эппштайны20/48                                             | Сольмс-Браунфельс15/48                                             | Сольмс-Браунфельс15/48                                             | Сольмс-Браунфельс15/48                                             | Сольмс-Лих 5/48                     | Когда в 1420 году дом Сольмсов разделился, его доля была разделена в соотношении 3: 1 между новыми линиями Браунфельс и Лих. |
| 1433—1458  | графство Ганау8/48                           | 1433—1507 Эппштейнn-Мюнценберг и Эппштейн-Кёнигштайн 20/48 | 1433—1507 Эппштейнn-Мюнценберг и Эппштейн-Кёнигштайн 20/48 | 1433—1507 Эппштейнn-Мюнценберг и Эппштейн-Кёнигштайн 20/48 | 1433—1507 Эппштейнn-Мюнценберг и Эппштейн-Кёнигштайн 20/48 | Сольмс-Браунфельс15/48                                             | Сольмс-Браунфельс15/48                                             | Сольмс-Браунфельс15/48                                             | Сольмс-Лих 5/48                     | Дом Эппштейна был разделен на две линии — Эппштейнn-Мюнценберг и Эппштейн-Кёнигштайн . |
| 1458—1507  | Ганау-Мюнценберг 8/48                        | 1433—1507 Эппштейнn-Мюнценберг и Эппштейн-Кёнигштайн 20/48 | 1433—1507 Эппштейнn-Мюнценберг и Эппштейн-Кёнигштайн 20/48 | 1433—1507 Эппштейнn-Мюнценберг и Эппштейн-Кёнигштайн 20/48 | 1433—1507 Эппштейнn-Мюнценберг и Эппштейн-Кёнигштайн 20/48 | Сольмс-Браунфельс15/48                                             | Сольмс-Браунфельс15/48                                             | Сольмс-Браунфельс15/48                                             | Сольмс-Лих5/48                      | В 1458 году дом Ганау разделился на линии Ганау-Бабенхаузен (позже — Лихтенберг) и Ганау-Мюнценберг. |
| 1507—1535  | Графство Ганау-Мюнценберг8/48                | 1507—1535 Эппштейн-Кёнигштайн 20/48                        | 1507—1535 Эппштейн-Кёнигштайн 20/48                        | 1507—1535 Эппштейн-Кёнигштайн 20/48                        | 1507—1535 Эппштейн-Кёнигштайн 20/48                        | Сольмс-Браунфельс15/48                                             | Сольмс-Браунфельс15/48                                             | Сольмс-Браунфельс15/48                                             | Сольмс-Лих5/48                      | В 1507 году последний мужской представитель Эппштейн-Мюнценберга уступил свои права Эппштейн-Кенигштейну (пресеклась в 1535 году). |
| 1535—1548  | Графство Ганау-Мюнценберг8/48                | 1535—1581 Штольберг-Кенигштейн20/48                        | 1535—1581 Штольберг-Кенигштейн20/48                        | 1535—1581 Штольберг-Кенигштейн20/48                        | 1535—1581 Штольберг-Кенигштейн20/48                        | Сольмс-Браунфельс15/48                                             | Сольмс-Браунфельс15/48                                             | Сольмс-Браунфельс15/48                                             | до 1548 года — Сольмс-Лих5/48       | Доля Эппштайнов перешла в дом Штольбергов, образовавшего линию Штольберг-Кенигштейн (1535—1581 год). |
| 1548—1581  | Графство Ганау-Мюнценберг8/48                | 1535—1581 Штольберг-Кенигштейн20/48                        | 1535—1581 Штольберг-Кенигштейн20/48                        | 1535—1581 Штольберг-Кенигштейн20/48                        | 1535—1581 Штольберг-Кенигштейн20/48                        | Сольмс-Браунфельс15/48                                             | Сольмс-Браунфельс15/48                                             | Сольмс-Браунфельс15/48                                             | Сольмс-Лаубах5/48                   | Линия Сольмс-Лих разделилась в 1548 году, образовав линию Лаубах. |
| 1581—1642  | Графство Ганау-Мюнценберг8/48                | Курфюршество Майнц10/48                                    | Курфюршество Майнц10/48                                    | 1581—1677 Штольберг-Вернигероде10/48                       | 1581—1677 Штольберг-Вернигероде10/48                       | до 1602 года — Сольмс-Браунфельс, после — Сольмс-Грайфенштайн15/48 | до 1602 года — Сольмс-Браунфельс, после — Сольмс-Грайфенштайн15/48 | до 1602 года — Сольмс-Браунфельс, после — Сольмс-Грайфенштайн15/48 | Сольмс-Лаубах5/48                   | 1581 г. После исчезновения линии Штольберг-Кенигштайн Майнцское курфюршество оккупировал Кенигштайн. Только половина доли Эппштейнов осталась за семьей Штольбергов, другая была отнята курфюршеством в качестве постоянного имперского феодального владения в 1590 году. В 1602 году линия Зольмс-Браунфельс разделилась на три ветви. |
| 1642—1677  | Графство Ганау8/48                           | Курфюршество Майнц10/48                                    | Курфюршество Майнц10/48                                    | 1581—1677 Штольберг-Вернигероде10/48                       | 1581—1677 Штольберг-Вернигероде10/48                       | Сольмс-Грайфенштайн15/48                                           | Сольмс-Грайфенштайн15/48                                           | Сольмс-Грайфенштайн15/48                                           | Сольмс-Лаубах5/48                   | В 1642 году Ганау-Мюнценберг перешло к Ганау-Лихтенберг, став называться Графство Ганау. |
| 1677—1684  | Графство Ганау8/48                           | Курфюршество Майнц10/48                                    | Курфюршество Майнц10/48                                    | 1677—1684 Штольберг-Гедерн10/48                            | 1677—1684 Штольберг-Гедерн10/48                            | Сольмс-Грайфенштайн15/48                                           | Сольмс-Грайфенштайн15/48                                           | Сольмс-Грайфенштайн15/48                                           | Сольмс-Лаубах5/48                   | В 1677 году линия Штольберг-Гедерн отделилась от Штольберг-Вернигероде. |
| 1684—1736  | Графство Ганау18/48                          | Графство Ганау18/48                                        | Графство Ганау18/48                                        | Штольберг-Гедерн10/48                                      | Штольберг-Гедерн10/48                                      | Сольмс-Грайфенштайн15/48 с 1693 г. — Сольмс-Браунфельс             | Сольмс-Грайфенштайн15/48 с 1693 г. — Сольмс-Браунфельс             | Сольмс-Грайфенштайн15/48 с 1693 г. — Сольмс-Браунфельс             | Сольмс-Лаубах5/48                   | В 1684 году Майнц в ходе территориального обмена уступил свою долю Ганау. В 1693 году Сольмс-Грайфенштайн прекратила существование, её место заняла Сольмс-Браунфельс. |
| после 1736 | Гессен-Кассель 18/48                         | Гессен-Кассель 18/48                                       | Гессен-Кассель 18/48                                       | Штольберг-Гедерн10/48                                      | Штольберг-Гедерн10/48                                      | Сольмс-Браунфельс15/48                                             | Сольмс-Браунфельс15/48                                             | Сольмс-Браунфельс15/48                                             | Сольмс-Лаубах5/48                   | В 1736 году ландграфство Гессен-Кассель унаследовало графство Ганау после гибели Иоганна Рейнхарда III. |

## Гербы

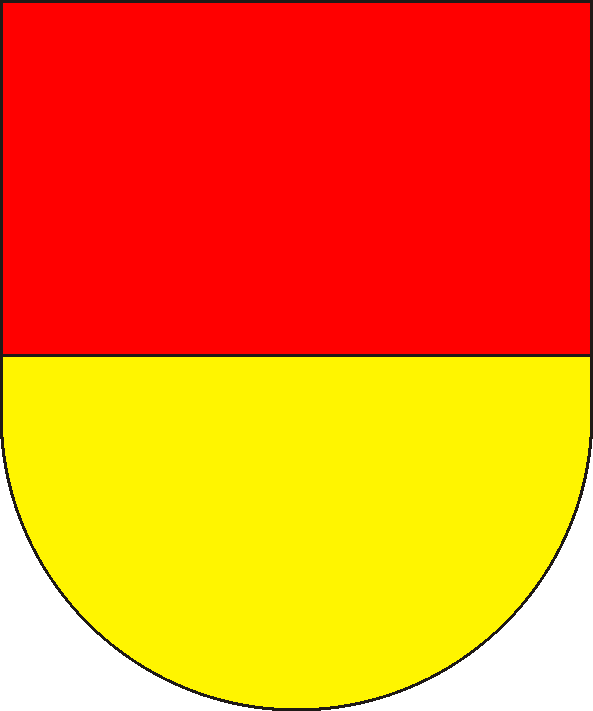
Герб сеньории Мюнценберг
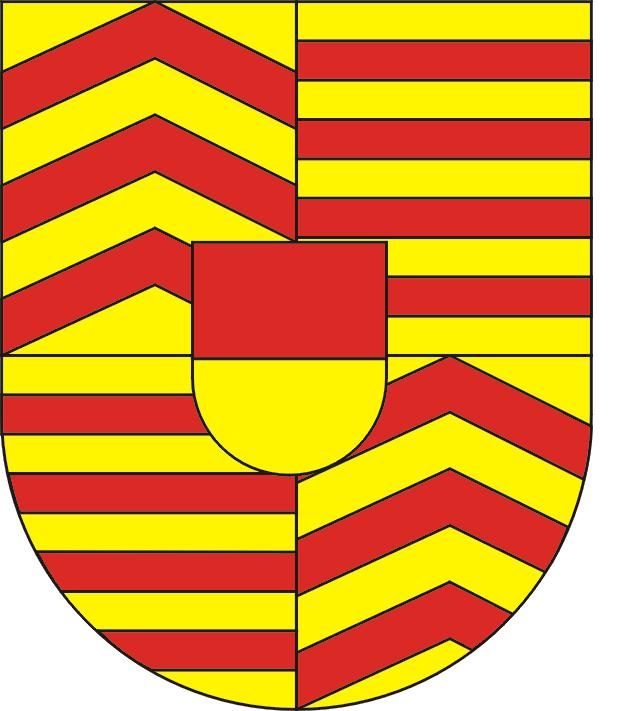
Герб графства Ганау-Мюнценберг
Герб курфюршества Гессен (1815 - 1866)
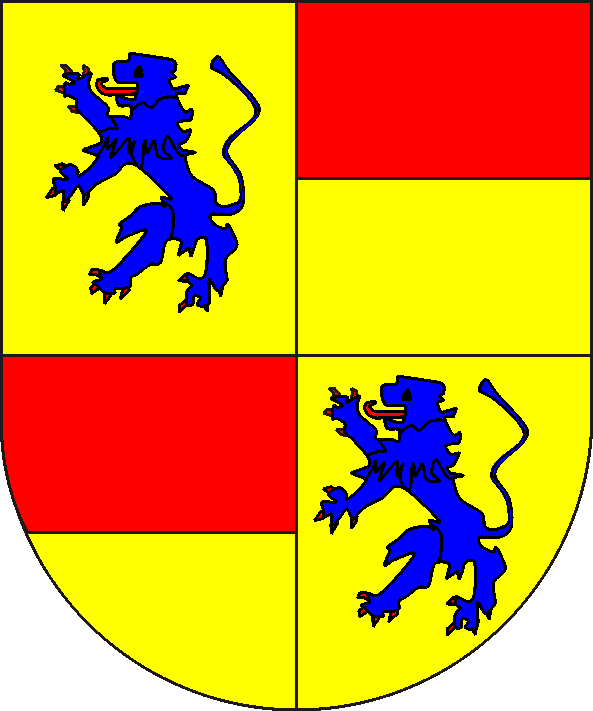
Герб графов Сольмс
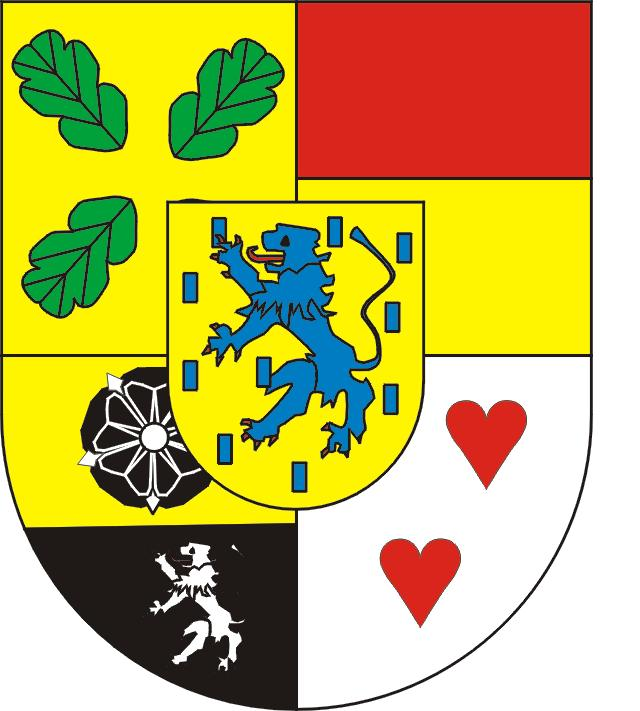
Герб графов Сольмс-Лих